# Хандагатай
Хандагата́й (бур. Хандагата — Лосиное (место)) — село в Тарбагатайском районе Бурятии. Входит в сельское поселение «Верхнежиримское».

## География
Расположено у слияния рек Хандагатай (бур. Хандагата — лосиная) и Тухэрен, образующих реку Жиримку (правый приток Селенги), в 37 км южнее районного центра, села Тарбагатай, в 10,5 км к юго-востоку от центра сельского поселения, села Верхний Жирим, и в 4 км восточнее села Барыкино-Ключи.

## История
Село основано приблизительно в 1760-е годы полковником Мякининым. С полковником приехало шесть семей крепостных. Они построили заимку Господское зимовье и мельницу. Остатки мельницы сохранялись до конца XIX века.

## Население
| 2002 | 2010 |
| ---- | ---- |
| 361  | ↘286 |

## Инфраструктура
Дом культуры, библиотека, фельдшерско-акушерский пункт, индивидуальное предприятие (ИП), крестьянско-фермерское хозяйство.